# Resorte regulador
Un resorte regulador, o resorte de hilo, es una parte utilizada en la fabricación de dispositivos mecánicos para medir el tiempo. El resorte regulador, adosado a un volante regulador, permite controlar la velocidad de giro de las ruedas que forman el reloj, y consiguientemente la velocidad de movimiento de las manecillas. Una palanca reguladora ubicada sobre el resorte regulador es utilizada para ajustar la velocidad de forma que el reloj mida el paso del tiempo en forma precisa.
El resorte regulador es un resorte de torsión delgado con forma de espiral o helicoidal que se utiliza en relojes mecánicos, cronómetros marinos y otros dispositivos para medir el tiempo para controlar la frecuencia de oscilación del volante regulador. Un resorte regulador posee una palanca reguladora que permite ajustar la velocidad del reloj, aunque en algunos otros diseños se utilizan tornillos de ajuste. El resorte regulador es una parte integral del volante regulador, ya que permite invertir la dirección de giro del volante regulador de forma que oscile en sentidos alternados. Juntos el resorte regulador y el volante regulador forman un oscilador armónico, cuyo período de resonancia es afectado muy poco por cambios en las fuerzas que actúan sobre él, lo cual es una característica muy buena en un dispositivo que mide el tiempo.
El resorte regulador fue inventado hacia 1657 y el mismo permitió aumentar la precisión de los dispositivos de medición de tiempo portátiles, transformando a los primitivos relojes de bolsillo de novedades caras a dispositivos útiles. Las mejoras realizadas desde su invención han permitido que los relojes sean más precisos al reducir el efecto de la temperatura, y también el efecto de la fuerza impulsora, fuerza que en el caso del resorte impulsor principal disminuye al irse desenrrollando el resorte.

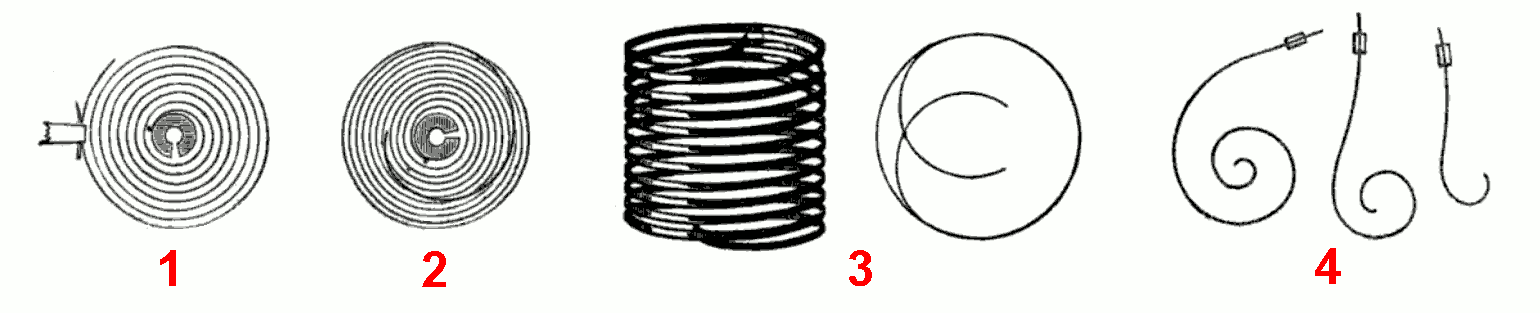
Tipos de resortes reguladores: (1) espiral plana, (2) espira Breguet, (3) hélice de cronómetro, mostrando sus extremos curvados, (4) resorte regulador primitivo.